# Fyresdals kommun
Fyresdals kommun (norska: Fyresdal kommune) är en kommun i Telemark fylke i södra Norge. Kommunens centralort är tätorten Fyresdal. 

## Administrativ historik
Molands kommun upprättades den 1 januari 1838 (som Moland formannskapsdistrikt) när Formannskapslovene från 1837 trädde i kraft. 1879 bytte kommunen namn till Fyresdals kommun. Kommunens gränser har dock förblivit oförändrade sedan den upprättades.

## Tätorter
I Fyresdals kommun finns en tätort:
- Fyresdal (centralort)

## Socknar
Inom Norska kyrkan motsvaras Fyresdals kommun av Fyresdals socken i Øvre Telemarks prosteri i Agder og Telemarks stift.